# Ludwigsburger Barock-Weihnachtsmarkt

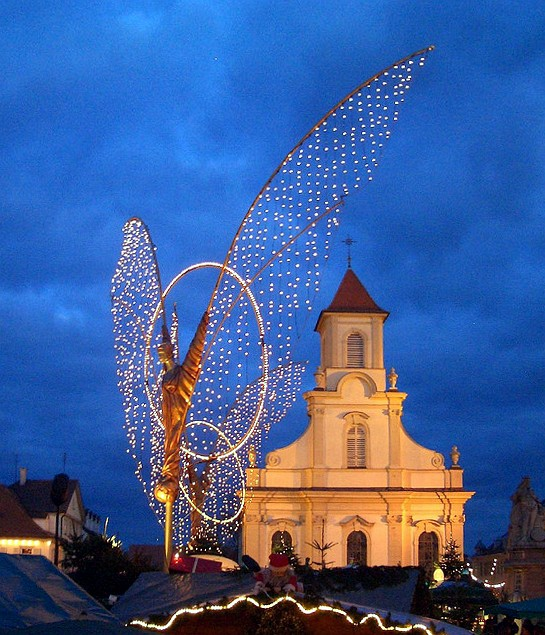
Der Barock-Weihnachtsmarkt mit Lichterengel auf dem Ludwigsburger Marktplatz

Der Ludwigsburger Barock-Weihnachtsmarkt findet alljährlich in der Vorweihnachtszeit auf und um dem Marktplatz im baden-württembergischen Ludwigsburg statt. Merkmal des Weihnachtsmarktes ist die Anordnung der über 170 Stände (2011: 173 Stände) nach Vorbild barocker Gartenanlagen sowie die über dem Markt angebrachten Lichterengel.
Der Ludwigsburger Weihnachtsmarkt belegte bei einer im November 2012 bekanntgemachten Studie der FH Südwestfalen in Sachen Gemütlichkeit den 5. Platz von über 100 untersuchten Weihnachtsmärkten. Nach dem Stuttgarter Weihnachtsmarkt und mit dem Esslinger gehört er zu den größten und publikumsstärksten Weihnachtsmärkten der Region.
2012 hatte der Weihnachtsmarkt vom 27. November bis zum 23. Dezember täglich von 11 bis 21 Uhr geöffnet. Zusätzlich zu dem Markt gab es noch ein Bühnenprogramm sowie weitere Veranstaltungen. Dazu gehörten Besuche „Friedrichs I.“ auf dem Markt und die Möglichkeit der Turmbesteigung der evangelischen Stadtkirche mit Blick über den beleuchteten Weihnachtsmarkt.
Nach August Lämmle gab es spätestens 1883 einen Weihnachtsmarkt in Ludwigsburg.